# Molteni (ciclismo)
La Molteni era una squadra maschile di ciclismo su strada italiana, attiva tra i professionisti dal 1958 al 1976. Fondata da Ambrogio Molteni, fu tra le più celebri degli anni sessanta e settanta. Lo sponsor principale era l'omonima azienda di prodotti alimentari con sede ad Arcore.
Il sodalizio vinse complessivamente 663 competizioni: 208 in Italia e 455 all'estero. Con la sua maglia gareggiarono 77 ciclisti italiani e 47 stranieri (37 belgi, 3 tedeschi, 3 olandesi, 3 svizzeri ed un lussemburghese), il più famoso dei quali è Eddy Merckx, che in sei stagioni, dal 1971 al 1976, portò alla vittoria la casacca camoscio-nera della squadra per ben 246 volte, mettendo inoltre a referto il Record dell'ora del 1972; oltre al "Cannibale" corsero per la Molteni anche Gianni Motta, Rudi Altig, Michele Dancelli, Marino Basso, Davide Boifava, Joseph Bruyère e Roger Swerts.
A differenza delle altre squadre di ciclismo italiane dell'epoca, la Molteni ebbe nelle sue file già dagli esordi molti corridori stranieri, per questo motivo, dal 1974 al 1976, la squadra ebbe un direttore sportivo italiano, uno francese, e uno belga, rispettivamente Giorgio Albani, Robert Lelangue e Henri De Wolf.

## Cronistoria

### Annuario
| Anno | Codice | Nome               | Cat. | Biciclette            | Dirigenza                                                     |
| ---- | ------ | ------------------ | ---- | --------------------- | ------------------------------------------------------------- |
| 1958 | -      | Molteni            | Pro  | Molteni (?)           | Dir. sportivi: Renato Molteni                                 |
| 1959 | -      | Molteni            | Pro  | Molteni (?)           | Dir. sportivi: Renato Molteni                                 |
| 1960 | -      | Molteni            | Pro  | Bottecchia            | Dir. sportivi: Renato Molteni                                 |
| 1961 | -      | Molteni            | Pro  | Bottecchia            | Dir. sportivi: Giorgio Albani, Renato Molteni                 |
| 1962 | -      | Molteni            | Pro  | Bottecchia            | Dir. sportivi: Giorgio Albani                                 |
| 1963 | -      | Molteni            | Pro  | Bottecchia            | Dir. sportivi: Giorgio Albani                                 |
| 1964 | -      | Molteni            | Pro  | Bottecchia            | Dir. sportivi: Giorgio Albani                                 |
| 1965 | -      | Molteni            | Pro  | Bottecchia            | Dir. sportivi: Giorgio Albani                                 |
| 1966 | -      | Molteni            | Pro  | Bottecchia            | Dir. sportivi: Giorgio Albani                                 |
| 1967 | -      | Molteni            | Pro  | Bottecchia            | Dir. sportivi: Giorgio Albani                                 |
| 1968 | -      | Molteni            | Pro  | Molteni (Colnago)     | Dir. sportivi: Giorgio Albani                                 |
| 1969 | -      | Molteni            | Pro  | Molteni (Colnago)     | Dir. sportivi: Giorgio Albani, Marino Fontana                 |
| 1970 | -      | Molteni            | Pro  | Molteni (Masi)        | Dir. sportivi: Marino Fontana                                 |
| 1971 | -      | Molteni            | Pro  | Eddy Merckx (Masi)    | Dir. sportivi: Marino Fontana, Guillaume Driessens            |
| 1972 | -      | Molteni            | Pro  | Eddy Merckx (Colnago) | Dir. sportivi: Giorgio Albani, Robert Lelangue                |
| 1973 | -      | Molteni            | Pro  | Eddy Merckx (Colnago) | Dir. sportivi: Giorgio Albani, Robert Lelangue                |
| 1974 | -      | Molteni            | Pro  | Eddy Merckx (De Rosa) | Dir. sportivi: Giorgio Albani, Robert Lelangue, Henri De Wolf |
| 1975 | -      | Molteni-RYC        | Pro  | Eddy Merckx (De Rosa) | Dir. sportivi: Giorgio Albani, Robert Lelangue, Henri De Wolf |
| 1976 | -      | Molteni-Campagnolo | Pro  | Eddy Merckx (De Rosa) | Dir. sportivi: Giorgio Albani, Robert Lelangue, Henri De Wolf |

## Palmarès

### Grandi Giri
- Giro d'Italia

Partecipazioni: 18 (1958, 1959, 1960, 1961, 1962, 1963, 1964, 1965, 1966, 1967, 1968, 1969, 1970, 1971, 1972, 1973, 1974, 1976)
Vittorie di tappa: 57
1959 (Rolf Graf)
1961 (Pietro Chiodini, Adriano Zamboni)
1962 (Armando Pellegrini)
1963 (2 Guido Carlesi, Pierino Baffi)
1964 (Michele Dancelli, Gianni Motta)
1965 (2 Michele Dancelli, René Binggeli)
1966 (2 Altig, 2 Motta, Dancelli, Scandelli)
1967 (2 Rudi Altig)
1968 (Motta, Tosello, Basso, Bodrero)
1969 (4 Basso, Polidori, Boifava, Dancelli)
1970 (4 Michele Dancelli, 2 Marino Basso)
1971 (3 Basso, Tosello, Tumellero, Santambrogio)
1972 (4 Eddy Merckx, Roger Swerts)
1973 (Eddy Merckx e Roger Swerts, 5 Merckx)
1974 (2 Eddy Merckx)
1976 (Joseph Bruyère)
Vittorie finali: 4
1966 (Gianni Motta)
1972 (Eddy Merckx)
1973 (Eddy Merckx)
1974 (Eddy Merckx)
Altre classifiche: 4
1966 Punti (Gianni Motta)
1970 Scalatori (Martin Vandenbossche)
1971 Punti (Marino Basso)
1973 Punti (Eddy Merckx)
- Tour de France

Partecipazioni: 8 (1965, 1966, 1969, 1970, 1971, 1972, 1974, 1975)
Vittorie di tappa: 37
1965 (Adriano Durante, Giuseppe Fezzardi)
1966 (3 Rudi Altig, Tommaso De Prà)
1969 (Marino Basso, Michele Dancelli)
1970 (3 Marino Basso)
1971 (4 Merckx, Wagtmans, Van Springel)
1972 (6 Merckx, Huysmans, Bruyère)
1974 (8 Eddy Merckx, Joseph Spruyt)
1975 (2 Eddy Merckx, Karel Rottiers)
Vittorie finali: 3
1971 (Eddy Merckx)
1972 (Eddy Merckx)
1974 (Eddy Merckx)
Altre classifiche: 4
1971 Punti (Eddy Merckx)
1972 Punti (Eddy Merckx)
1974 Combattività (Eddy Merckx)
1975 Combattività (Eddy Merckx)
- Vuelta a España

Partecipazioni: 1 (1973)
Vittorie di tappa: 8
1973 (6 Merckx, Deschoenmaecker, Swerts)
Vittorie finali: 1
1973 (Eddy Merckx)
Altre classifiche: 2
1973 Punti (Eddy Merckx)
1973 Combinata (Eddy Merckx)

### Classiche monumento
- Giro di Lombardia: 3

1964 (Gianni Motta); 1971, 1972 (Eddy Merckx)
- Milano-Sanremo: 5

1970 (Michele Dancelli); 1971, 1972, 1975, 1976 (Eddy Merckx)
- Liège-Bastogne-Liège: 5

1971, 1972, 1973, 1975 (Eddy Merckx); 1976 (Joseph Bruyère)
- Parigi-Roubaix: 1

1973 (Eddy Merckx)
- Giro delle Fiandre: 1

1975 (Eddy Merckx)

### Campionati nazionali
Strada
- Campionati belgi: 2

In linea: 1971 (Herman Van Springel)
interclubs: 1972 (Herman Van Springel)
- Campionati tedeschi: 1

In linea: 1959 (Hans Junkermann)
- Campionati italiani: 5

In linea: 1964 (De Rosso); 1965, 1966 (Dancelli); 1967 (Balmamion)
In linea dilettanti: 1963 (Michele Dancelli)
- Campionati lussemburghesi: 3

In linea: 1968, 1969, 1970 (Edy Schütz)
- Campionati svizzeri: 2

In linea: 1959, 1962 (Rolf Graf)
Pista
- Campionati belgi: 7

Omnium: 1971 (Georges Barras); 1974, 1975, 1976 (Eddy Merckx)
Madison: 1974, 1975, 1976 (Eddy Merckx)
- Campionati italiani: 1

Inseguimento: 1969 (Davide Boifava)
- Campionati tedeschi: 2

Inseguimento: 1958 (Hans Junkermann)
Madison: 1959 (Klaus Bugdahl)

### Altri successi
Per tre volte corridori in forza alla Molteni si sono affermati ai campionati del mondo.
Campionati del mondo
- Corsa in linea: 3

1966 (Rudi Altig); 1971, 1974 (Eddy Merckx)